# Armin Wanger
Armin Wanger (* 7. Dezember 1920 in Zürich; † 28. Mai 2010 in Orselina, heimatberechtigt in Aarau und Zürich) war ein Schweizer Bildhauer, Maler und Zeichner. Sein Werk umfasst Plastiken, Skulpturen, Kunst am Bau, Platzgestaltung, Malerei, Monotypien und Zeichnungen.

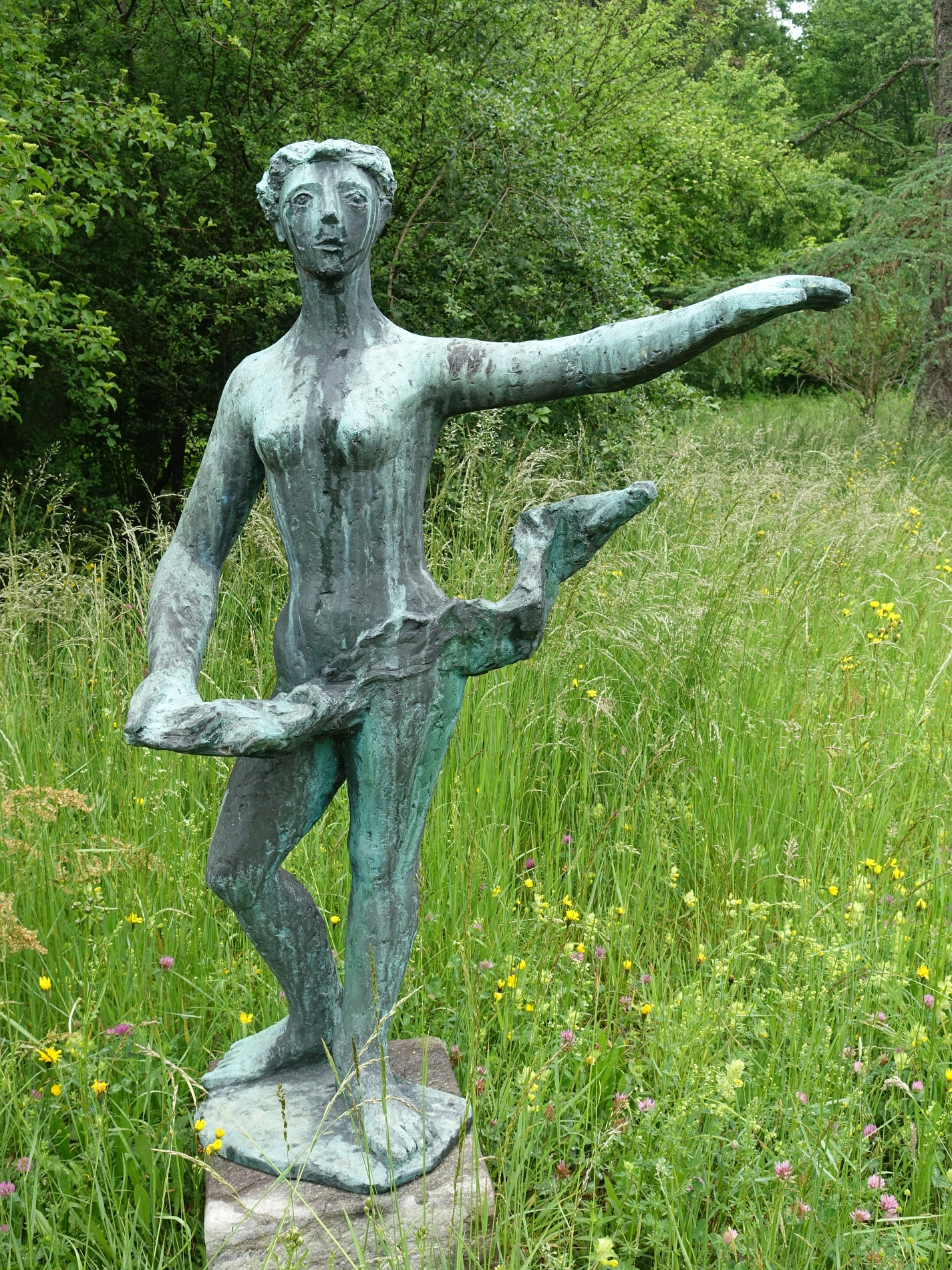
Skulptur (1957) auf dem Friedhof Witikon

## Leben und Werk
Armin Wanger war ein Sohn des Bildhauers Franz Wanger (1880–1945) und absolvierte eine Bildhauerlehre sowie Kurse an der Kunstgewerbeschule Zürich. Anschliessend studierte er in Genf an der École des Beaux-Arts und schloss diese mit Diplom ab. Wieder in Zürich bezog er sein eigenes Atelier an der Mühlebachstrasse 130. Zudem arbeitete er über eine längere Zeit mit Emilio Stanzani, Uli Schoop und Milo Martin (1893–1970) zusammen. Seine zahlreichen Studienreisen führten ihn in verschiedene Weltgegenden. Wanger verbrachte seine letzten Lebensjahre in Tessin.